# Zoótropo

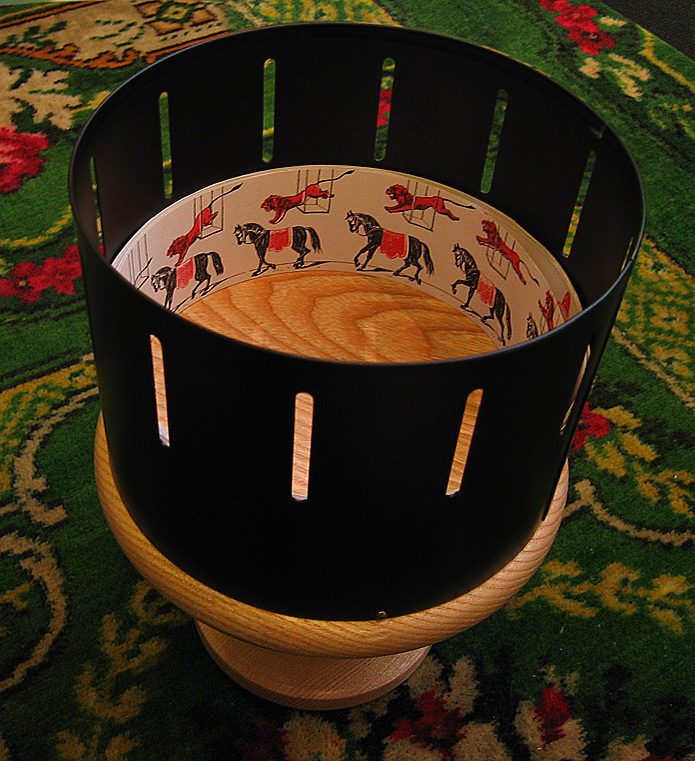
Réplica moderna de un zoótropo victoriano.

Zoótropo (de la raíz griega ζωός (zoós), un adjetivo que significa "vivo" (aquí en el sentido de "activo") y τροπή (tropé), un sustantivo que designaba tanto la revolución del sol o el punto en el que se vuelve, y el "solsticio", de ahí el punto de fuga; denominado en inglés zoetrope o daedalum) es una máquina estroboscópica creada en 1834 por William George Horner, compuesta por un tambor circular con unos cortes, a través de los cuales mira el espectador para que los dibujos dispuestos en tiras dentro el tambor, al girar, den la ilusión de movimiento. Se inspiraba en el fenaquistiscopio pero, a diferencia de este, permitía que diversas personas lo contemplasen al mismo tiempo. Su creador le dio el nombre original de "daedaleum", haciendo referencia al arquitecto griego Dédalo, creador del laberinto de Creta y supuesto inventor de las imágenes humanas y animales dotadas de movimiento. Aun así se popularizó bajo el nombre de zoótropo o tambor mágico, rueda de la vida o rueda del diablo.
Fue un juguete muy popular en la época y uno de los avances hacia la aparición del cine que se crearon en la primera mitad del siglo XIX. Fue famoso y una inspiración para la creación de lo que hoy se conoce como cine ya que es el mismo principio, una sucesión de imágenes que cuentan una historia.

## Posibles invenciones primerizas
Un bol de cerámica de unos 5017 años y medio, hallado en Irán, podría ser considerado el predecesor del zoótropo. Era un bol decorado con una serie de imágenes de una cabra saltando hacia un árbol y comiendo hojas. Las imágenes forman una secuencia y parecen estar distribuidas de forma que si el bol girara rápidamente, se podría ver el movimiento. Todavía no se sabe si el artista que lo creó tenía alguna intención de crear la animación.

## Evolución del zoótropo
Los primeros zoótropos, creados a mediados del siglo XIX, eran activados por las manos de los usuarios, que hacían rodar el tambor para crear la ilusión del movimiento. Posteriormente, a principios del siglo XX, se crearon los zoótropos de cuerda. Estos nuevos modelos disponían de una manija situada en la parte lateral del objeto que activaba un mecanismo de cuerda con el fin de crear la ilusión de proyección cinematográfica de forma automatizada. Finalmente, la rápida evolución tecnológica del mundo del cine dejó estos objetos obsoletos.

## Zootropo lineal
Un zoótropo lineal consiste en una pantalla opaca con pequeñas rendijas verticales, detrás de cada cual se encuentra una imagen generalmente iluminada. La imagen en movimiento se observa al mirar a través de estas rendijas mientras se avanza a lo largo del dispositivo.
Los zoótropos lineales tienen grandes diferencias en comparación con los zoótropos cilíndricos, debido a su distinta composición geométrica. Los primeros pueden tener animaciones arbitrariamente largas, y pueden dar la sensación de que el ancho de las imágenes es mayor de lo que es en la realidad.

### Zootropos en el metro

#### Estados Unidos
En septiembre de 1980, el cineasta independiente Bill Brand instaló un zoótropo lineal en la estación de metro en desuso de Myrtle Avenue en Nueva York, a la que llamó "Masstransiscope". Consiste en un muro con 228 rendijas, detrás de cada cual se encuentra un panel pintado a mano, que permite a los pasajeros de los trenes ver una imagen en movimiento. En 2008 fue restaurado, ya que se encontraba después de casi 30 años en mal estado. Desde ese momento, numerosos artistas y anunciantes han empezado a usar los túneles del metro para crear estas imágenes de movimiento.
Joshua Spodek, graduado en astrofísica, planteó y dirigió el desarrollo de una clase de zoótropo lineal que obtuvo éxito comercial por primera vez en un siglo. Su diseño debutó en septiembre de 2001 en un túnel de la red de metro de Atlanta, mostrando un anuncio a los pasajeros de los trenes que pasaban por ese lugar. El dispositivo está iluminado internamente, y mide cerca de 300 metros, mostrando una animación de unos 20 segundos. Su diseño apareció pronto, con fines tanto comerciales como artísticos, en distintas redes de metro de Norteamérica, Asia y Europa.
En abril de 2006 el metro de Washington instaló zoótropos lineales con publicidad entre las estaciones de Metro central y Gallery Place. Un anuncio similar a estos fue instalado en la red de la Autoridad Portuaria Trans-Hudson en Nueva Jersey, entre las estaciones World Trade Center y Exchange Place. 
Prácticamente al mismo tiempo, el sistema del Distrito de Transporte Rápido del Área de la Bahía en San Francisco instaló un anuncio con el mismo sistema entre las estaciones del Embarcadero y Montgomery que podía ser visto por los viajeros que viajaban en cada dirección. Estos anuncios son todavía visibles, aunque no son renovados frecuentemente: normalmente un anuncio permanece por varios meses antes de ser reemplazado.
El sistema de metro de la ciudad de Nueva York albergó dos zoótropos lineales en su programa de Arte para el tránsito. Uno de ellos, el "Bryant Park in Motion", se instaló en 2010 en la estación de metro de Bryant Park, y fue creado por Spodek y estudiantes de la universidad neoyorquina Tisch School of Arts dentro del programa de telecomunicaciones interactivas. El segundo, el "Union Square in Motion", fue instalado en 2011 por Spodek también y por estudiantes y exalumnos del programa "Arte, medios de comunicación y tecnología" en la Parsons the New School for Desing en la estación Union Square.

#### Otros lugares
El sistema de metro de Kiev, en Ucrania, también dispuso en uno de sus túneles de un anuncio en 2008 basándose en el mismo sistema para la compañía telefónica Life, pero fue retirado rápidamente.
En Ciudad de México, se presentó también un anuncio para el Honda Civic en los túneles del metro de la línea 2. De igual forma, en la estación colegio militar de la propia línea 2 puede encontrarse en la entrada, un zoótropo que muestra la imagen de un soldado marchando.

## Zoótropo 3D
Los zoótropos 3D aplican el mismo principio a figuras tridimensionales. Esta variación fue sugerida por varios inventores, incluyendo a Étienne-Jules Marey, quien en 1887 usó un gran zoótropo para animar una serie de figuras plásticas basadas en sus fotografías de aves en vuelo tomadas con su fusil fotográfico. Los equivalentes modernos normalmente carecen del tambor con rendijas, para en su lugar usan una luz estroboscópica para iluminar las figuras, produciendo un efecto más claro y enfocado sin distorsión. Las figuras se montan en una base que puede rotar sobre sí misma, y la luz las ilumina intermitentemente en una mínima fracción de un segundo, cada vez que una figura pasa por un mismo punto. Este efecto hace que parezca un único objeto animado. Al hacer que la velocidad de rotación vaya ligeramente des-sincronizada de la velocidad de la intermitencia de la luz, se puede conseguir que parezca que los objetos se mueven más despacio, hacia delante o hacia atrás, dependiendo de la velocidad de rotcidad de los flashes de luz.

### Estudio Ghibli
El Museo Ghibli en Tokio, Japón, cuenta con un zoótropo 3D de los personajes de la película animada de Mi vecino Totoro. El zoótropo está acompañado por una explicación, y es una parte de una exhibición que explica los principios de la animación y los aparatos históricos.

### Toy Story
Pixar creó un zoótropo 3D inspirado en el de Ghibli para su tour de exhibición, el cual fue mostrado por primera vez en el Museum of Modern Art y contaba con personajes de Toy Story. Pixar ha creado dos zoótropos más, ambos con una vista de 320 grados. Uno fue instalado en Disney California Adventure Park, en Disneyland Resort, hasta que fue trasladado a The Walt Disney Studios en Burbank, California. El otro está instalado en el parque Hong Kong Disneyland. El zoótropo original de Toy Story todavía se enseña en todo el mundo por el 25 aniversario de Pixar.

### "All Things Fall"
Este zoótropo fue creado por el artista británico Mat Collishaw y está inspirado por el cuadro de Scarsellino La masacre de los inocentes. El proyecto, llamado "All Things Fall", fue presentado en la exhibición de "Black Mirror" en la Galleria Broghese de Roma. Está hecho de hierro, aluminio y resina; y encendido por luces led y con un motor eléctrico que le da energía. Originariamente fue diseñada en tres dimensiones. Cada modelo de la figura fue impresa en 3D por una impresora ABS.

### Peter Hudson
Entre 2002 y 2016, Peter Hudson y los creadores de Spin Art crearon múltiples zoótropos interactivos. Esto comenzó con "Sisyphish" (2002), un zoótropo que utiliza la luz para animar figuras humanas reales nadando en un gran disco rotatorio. Sisyphish, a veces llamado Playa Swimmers, se dio a conocer en el evento de arte y cultura Burning Man, en el Black Rock Desert.
El zoótropo creado más recientemente se llama "Eternal Return", fue construido en dos años, y fue dado a conocer en 2014 en el Black Rock Desert. Los zoótropos de Peter Hudson están ubicados en San Francisco (California) y son expuestos en diversos festivales y eventos especiales en Estados Unidos.

## Récord mundial
En 2008, Artem Limited, una compañía de efectos visuales, construyó un zoótropo de 10 metros de amplitud y 10 metros de impresión, llamado BRAVIA-drome, con tal de promover la tecnología de movimiento interpolar de Sony (motion interpolation technology). Cuenta con 64 imágenes de Kaká, el futbolista brasileño. Ha estado declarado el zoótropo más largo del mundo por el Récord Guinness.
En un anime llamado Amnesia el opening se llama "Zoetrope" palabra derivada de "Zoótropo". La canción hace referencia a esta máquina que tiene relación con la Amnesia de la Protagonista de esta serie, ya que ella pierde todos sus recuerdos y se puede ver en el opening como ella cae al vacío y unas cintas de imágenes giran a su alrededor (el zoótropo) el cual muestra algunos de sus recuerdos con los chicos de la serie.

## Usos en los medios de comunicación actual
Desde finales del siglo 20, los zootropos han tenido un uso ocasional para obras de arte, entretenimiento y otros usos en los medios de comunicación.

### En la cultura popular
Blue Man Group utiliza un zoótropo en sus espectáculos en Las Vegas y el Teatro Aquos de Sharp en Universal Studios (Orlando, Florida).
La película de 1999 House on Haunted Hill utiliza una cámara de zoótropo de tamaño humano como tema de terror torcido. 
El zoótropo se utilizó en la filmación del video musical de “My Last Serenade” de Alive or Just Breathing (2002) de Killswitch Engage. Este contiene una mujer mirando a través de las rendijas en un zoótropo mientras se mueve; como se ve más de cerca, la cámara se mueve a través de las ranuras en el zoótropo, donde la banda está tocando la canción.
En 2007, una imagen de un zoótropo se dio a conocer como uno de los nuevos identificativos de la BBC Dos: una ciudad futurista con coches voladores vistos a través de la forma del número dos.
En 2009, el programa dramático Skins lanzó silenciosos clips de serie de cuatro que coinciden con su competencia mash-up. Uno de los clips muestra el personaje de Emily Fitch mirando en el zoótropo.
En 2011, Scott Blake creó una “9/11 Zoetrope” que permite a los espectadores ver una recreación continua del vuelo 175 de United Airlines que chocó contra la torre sur del World Trade Center.
En 2012 el estudio de animación Sehsucht, Berlín creó el primer partido de los 2012 MTV Europe Music Awards. La animación CGI cuenta con un zoótropo 3D que muestra una historia del sueño americano. La animación sigue con la vida de Roxxy y Seth, el cual a través de los medios sociales y la popularidad llega a la altura de su éxito jugando al EMA de la cima del carrusel del zoótropo. Fue dirigido por Steinforth y producida por Christina Geller.
En 2013, el director Jeff Zwart crea una película de dos minutos, "Forza/Filmspeed", la promoción de Forza Motorsport 5. La producción colocó imágenes fijas de alta resolución del juego en los paneles alrededor de  Barber Motorsports Park y los filmó con una cámara conectada a un McLaren deportivo MP4-12C.